# Gran Quartiere di Pizzofalcone
Il Gran Quartiere di Pizzofalcone o Presidio di Pizzofalcone, oggi caserma Nino Bixio è un edificio militare sito a Napoli, all'apice di via Monte di Dio, sulla collina di Pizzofalcone, nel quartiere San Ferdinando.

## Storia
Posto sulla parte apicale di Pizzofalcone, il Gran Quartiere occupa l'area che ospitava anticamente le Delizie di Lucullo. Sotto Carlo I d'Angiò vi era posizionata l'area di caccia con i falconi, da cui il luogo prese il nome. Successivamente l'area fu disboscata e vi fu costruito il Palazzo Carafa di Santa Severina, che successivamente ospitò il Reale Ufficio Topografico del Regno delle Due Sicilie e i Granatieri della Guardia Reale. Dopo l'Unità ospitò reparti di bersaglieri e di cavalleria ed è oggi sede dell'Archivio Militare di Napoli.
Successivamente, il palazzo fu acquistato da Ferrante Loffredo di Trevico e finalmente nel 1651 dal viceré Conte d'Oñate. Quest'ultimo ordinò che vi si stanziassero le truppe spagnole fino ad allora alloggiati nella zona a ridosso di via Toledo nei quartieri spagnoli. Inizialmente i soldati vennero suddivisi tra Palazzo Carafa e i suoi giardini.
Solo tra il 1667 e il 1670 il viceré Pedro Antonio di Aragona fece costruire, sulla superficie precedentemente occupata dai giardini, il Gran Quartiere di Pizzofalcone, così da permettere un migliore sistemazione della guarnigione spagnola.
L'edificio non ha mai variato la propria destinazione d'uso di carattere militare. Dopo avere ospitato per secoli  reparti della guarnigione dell'Armata napoletana e la Real Accademia Militare della Nunziatella, costituita il 18 novembre 1787, subito dopo l'Unità d'Italia ospitò il 1º Reggimento bersaglieri. Contestualmente fu dedicato a Nino Bixio. Dopo la seconda guerra mondiale divenne caserma della Polizia di Stato, adibita ad ospitare il IX Reparto mobile di Napoli, dal 1971 denominato IV Reparto Celere delle guardie di pubblica sicurezza fino a diventare il IV Reparto mobile della Polizia di Stato di Napoli.
Nell'ambito del Progetto UNESCO per il centro storico di Napoli è nata un'idea di progetto per il recupero, restauro e rifunzionalizzazione della caserma Nino Bixio, dell'archivio militare e della chiesa dell'Immacolatella a Pizzofalcone. Le proposte di questo progetto per la struttura prevedevano le seguenti attività: un asilo nido, una ludoteca, altri servizi sociali, servizi turistici, strutture operative per l'erogazioni dei servizi alle imprese e attività culturali. Si propone anche la realizzazione di un impianto solare fotovoltaico..
Tale progetto tuttavia non ha avuto alcun esito, dato che il 15 novembre 2014, alla presenza del ministro dell'Interno Angelino Alfano e del ministro della difesa Roberta Pinotti, è stato firmato un accordo con il Comune di Napoli, proprietario della struttura, che ha sancito il passaggio del complesso alla Scuola militare "Nunziatella". Tale accordo è di particolare importanza per la Nunziatella e per la città, in quanto consente di ampliarne e qualificarne gli spazi, e di aprire la strada al progetto di sua costituzione in Scuola militare Europea.

## Architettura

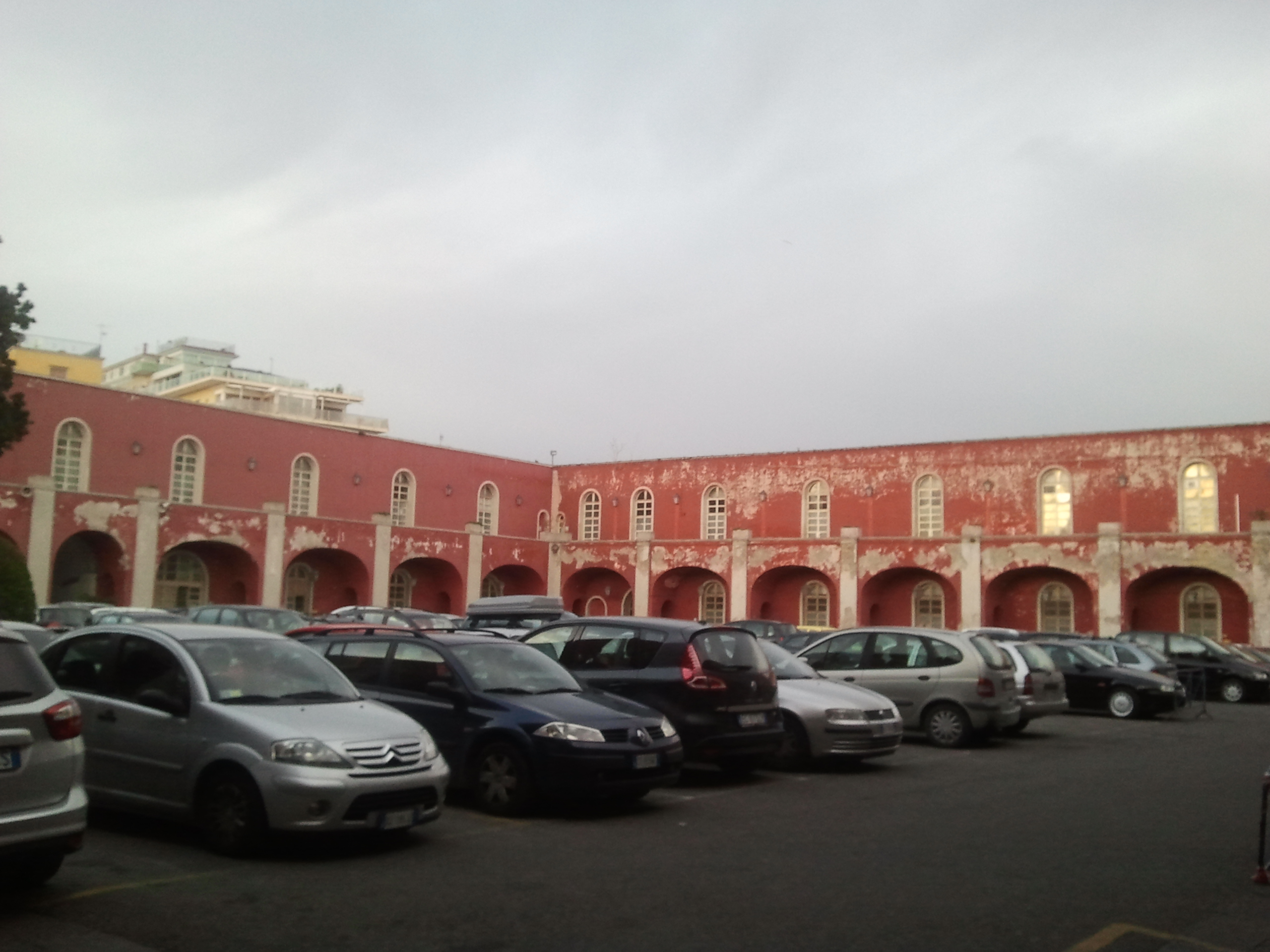
Cortile interno del Gran Quartiere di Pizzofalcone

L'ingresso principale della caserma era situato in origine in via Egiziaca a Pizzofalcone. Solo nei primi anni del XIX secolo, durante il decennio francese, con l'abbattimento di quanto restava della cinquecentesca chiesa di Monte di Dio venne costruito l'attuale ingresso nell'omonima via.
La pianta dell'edificio è quasi quadrata, con un porticato interno che copre tutti e quattro i lati del cortile interno. Sul lato esterno un porticato corre lungo i due lati che affacciano sul golfo di Napoli.